# جولان
جولان یک منطقهٔ مسکونی در افغانستان است که در ولایت بغلان واقع شده‌است.